# Nadarzyce (Jastrowie)
Nadarzyce (deutsch Rederitz, früher Rederiz) ist ein Dorf in der Landgemeinde (Gmina) Jastrowie (Jastrow) im Powiat Złotowski (Flatower Kreis) der polnischen Woiwodschaft Großpolen.

## Geographische Lage
Das Dorf liegt im Netzedistrikt des ehemaligen Westpreußen, an der Pilow, etwa 28 Kilometer nördlich von Wałcz (Deutsch Krone) und 23 Kilometer westnordwestlich von Jastrowie (Jastrow).

## Geschichte

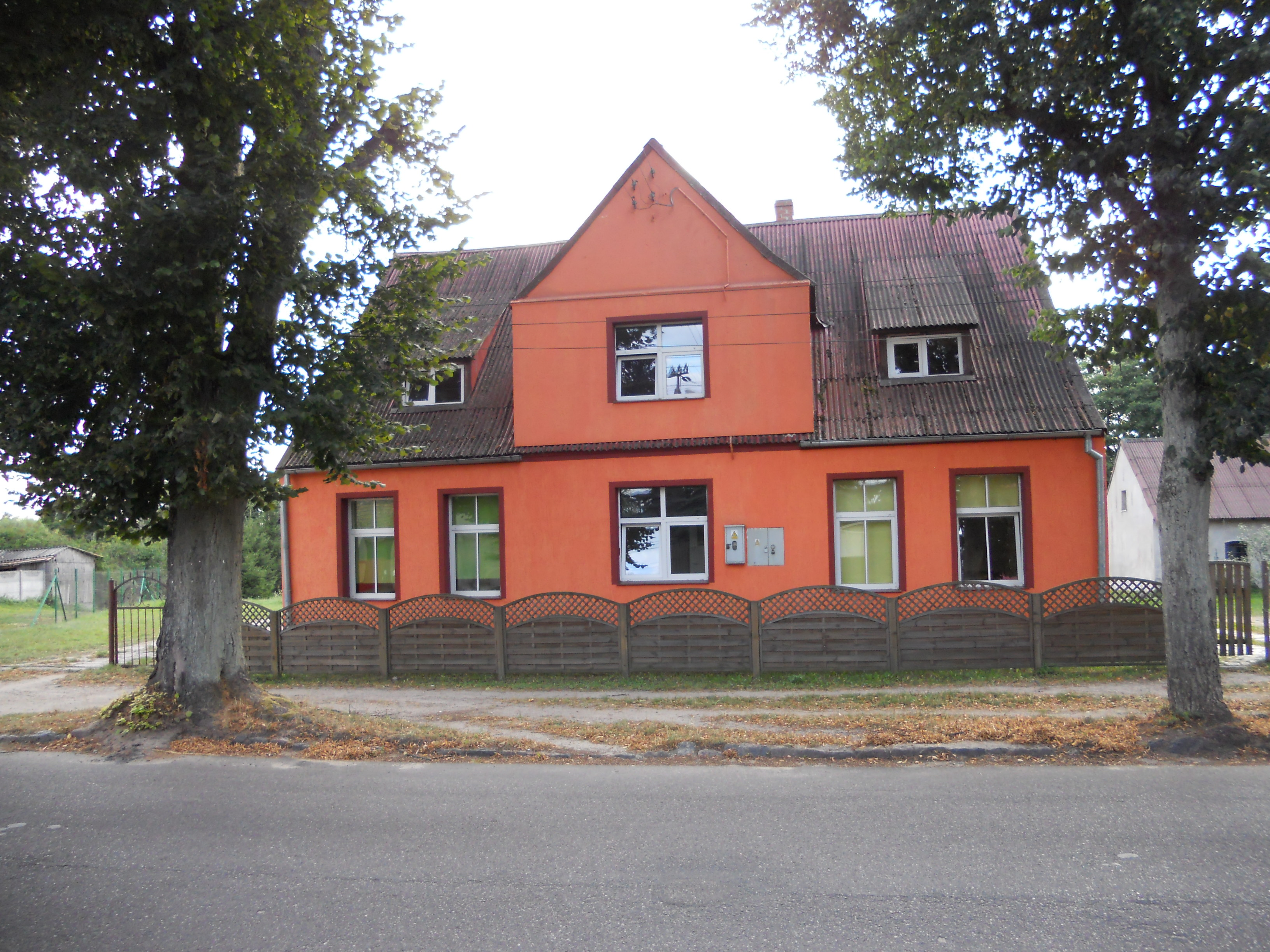
Landwirtschaftliches Verwaltungsgebäude (Aufnahme 2013)

Die Grenzregion des Netzedistrikts, in der das Dorf liegt, hatte ursprünglich zum Herzogtum Pommern gehört, war vorübergehend unter polnische Herrschaft gelangt und dann an die Markgrafen von Brandenburg gekommen. Im Rahmen der Ersten Teilung Polen-Litauens kam das Dorf 1772 zusammen mit dem Landkreis Deutsch Krone zurück an Preußen.
Ältere Ortsbezeichnungen sind Nadorieze (1590),  Rederitz (1637), Redritz (1672), und Naderitz (1641), neupolnisch Rodrzyce. Wo der Weg durch die Pilow ging, soll sich am gegenüber liegenden Ufer die Stelle Königsforth befunden haben, die in  Grenzakten verzeichnet war.
Das Dorf erhielt 1590 von den Deutsch Kroner Starosten Hieronymus Gostómski ein Privilegium. Als erster Schulze und Lokator wird Johann Hutgriger genannt. 1641 hatte das Dorf 42 Hufen, von denen neun wüst lagen. 1783 befand sich das Lehngut im Besitz der Witwe Petrich.
Um 1930 hatte die Gemeinde Rederitz eine 42,2 km² große Gemarkungsfläche und sieben Wohnplätze, auf denen insgesamt 178 bewohnte Wohnhäuser standen:
- Bahnhof Rederitz
- Forsthaus Jägerthal
- Forsthaus Rederitz
- Gut Almenau
- Gut Marquardshof
- Rederitz
- Westfalenhof

Im Jahr 1945 gehörte Rederitz zum Landkreis Deutsch Krone im Regierungsbezirk Grenzmark Posen-Westpreußen der preußischen Provinz Pommern des Deutschen Reichs. Rederitz war Sitz des Amtsbezirks Rederitz.
Im Februar 1945 wurde Rederitz von der Roten Armee besetzt. Nach Beendigung der Kampfhandlungen wurde die Region seitens der sowjetischen Besatzungsmacht zusammen mit ganz Hinterpommern und der südlichen Hälfte Ostpreußens – militärische Sperrgebiete ausgenommen – der Volksrepublik Polen zur Verwaltung überlassen. Es wanderten nun Polen zu. Rederitz wurde unter der polnischen Ortsbezeichnung „Nadarzyce“ verwaltet. Die einheimische Bevölkerung wurde von der polnischen Administration aus Rederitz vertrieben.

### Demographie
| Jahr | Einwohner | Anmerkungen |
| ---- | --------- | --- |
| 1783 | –         | königliches Dorf und Lehngut, nebst einer katholischen Kirche und einer Wassermühle, 59 Feuerstellen (Haushaltungen), im Netzedistrikt, Kreis Krone |
| 1818 | 368       | königliches Dorf, Amt Schrotz |
| 1852 | 836       | [ 5 ] |
| 1910 | 1120      | am 1. Dezember, davon 401 Evangelische, 716 Katholiken und drei Juden                                                                               |
| 1925 | 1274      | darunter 479 Evangelische und 794 Katholiken |
| 1933 | 1344      | [ 7 ] |
| 1939 | 1458      | [ 7 ] |

## Kirche
Die Protestanten der bis 1945 anwesenden Dorfbevölkerung gehörten zum Kirchspiel Zippnow und hatten früher ein Bethaus. Als dieses baufällig geworden war, wurde es abgerissen, und der Gottesdienst fand in der Schule statt. 1883 wurde am Hochufer der Pilow der Grundstein für eine neue kleine Kirche gelegt, die am 24. August 1884 eingeweiht wurde.